# معاملة المثليين في إيطاليا
تطورت حقوق المثليات والمثليين ومزدوجي التوجه الجنسي والمتحولين جنسياً (اختصاراً: LGBT) في إيطاليا على مدار السنوات الأخيرة، على الرغم من أن الأشخاص من مجتمع المثليين لا يزالون يواجهون بعض التحديات القانونية التي لا يواجهها غيرهم من المغايرين جنسيا. على الرغم من هذا، تعتبر إيطاليا دولة صديقة للمثليين جنسياً ويُنظر إلى الرأي العام حول المثلية الجنسية عمومًا على أنه ليبرالي ثقافيا بشكل متزايد، على الرغم من أن المثليين في إيطاليا ما زالوا يواجهون حالات رهاب المثلية. تم الاعتراف بالاتحادات المدنية والمساكنة غير المسجلة منذ يونيو 2016.
في إيطاليا، أصبح النشاط الجنسي المثلي بين الرجال وبين النساء قانونيًا منذ عام 1887، عندما صدر قانون عقوبات جديد. صدر قانون الاتحادات المدنية في أيار/مايو 2016، حيث يوفر للشركاء المثليين العديد من حقوق الزواج. ومع ذلك، تم استبعاد تبني أحد الشريكين للطفل البيولوجي للشريك الآخر من مشروع القانون، وهو كاليا موضوع نقاش قضائي. يعطي القانون الشركاء المغايرين والشركاء المثليين الذين يعيشون في مساكنة غير مسجلة بعض الحقوق المحدودة. في عام 2017، سمحت المحكمة العليا الإيطالية بالاعتراف رسميا بزواج مثلي بين امرأتين.
تم السماح للأشخاص المتحولين جنسياً بتغيير جنسهم القانوني منذ عام 1982. على الرغم من حظر التمييز فيما يتعلق بالتوجه الجنسي في التوظيف منذ عام 2003، لم يتم سن قوانين أخرى مناهضة للتمييز فيما يتعلق بالتوجه الجنسي أو الهوية الجندرية والتعبير عنها على مستوى البلاد. على الرغم من أن بعض المناطق الإيطالية قد سنت قوانين أكثر شمولية ضد التمييز. في فبراير/شباط 2016، بعد أيام من موافقة مجلس الشيوخ على مشروع قانون الاتحاد المدني، أظهر استطلاع جديد مرة أخرى وجود أغلبية كبيرة من الإيطاليين تؤيد الاتحادات المدنية (69%)، ووجود أغلبية كبيرة من الإيطاليين تؤيد زواج المثليين (56%)، لكن وجود أقلية تؤيد تبني أحد الشريكين للطفل البيولوجي للشريك الآخر والتبني المشترك للأطفال من قبل الشركاء والأزواج المثليين (37%).

## تاريخ المثليين في إيطاليا
جمعت توحيد إيطاليا في عام 1861 بين عدد من الدول التي قامت جميعها (باستثناء دولتين) بإلغاء العقوبة على النشاط الجنسي المثلي في الأماكن الخاصة وغير التجاري بين البالغين المتراضين نتيجة للقانون النابليوني. أحد الاستثناءين كان مملكة سردينيا التي عاقبت النشاط الجنسي المثلي بين الرجال (وإن لم تكن تعاقب النشاط الجنسي المثلي بين النساء) بموجب المواد 420-425 من قانون العقوبات الصادر عام 1859 من قبل فيكتور إيمانويل الثاني. مع التوحيد، وسّعت مملكة سردينيا السابقة تشريعاتها الخاصة التي تجرم المثلية الجنسية لبقية المملكة حديثة الولادة في إيطاليا. ومع ذلك، فإن هذا التشريع لا ينطبق على مملكة الصقليتين سابقاً، مع الأخذ في الاعتبار «الخصائص الخاصة لتلك التي تعيش في الجنوب».
لم يتم التوفيق بين هذا الوضع الغريب، حيث كانت المثلية الجنسية غير قانونية في جزء من المملكة، لكنه قانوني في جزء آخر، إلا في عام 1889، مع صدور قانون زانارديلي الذي ألغى جميع الاختلافات في قانونية العلاقات الجنسية المثلية والعلاقات الجنسية المغايرة عبر كامل التراب الإيطالي. منذ إدخال القانون الجنائي الأول في عام 1889، والذي دخل حيز التنفيذ في عام 1890، لم تعد هناك قوانين تجرم ضد العلاقات الجنسية المثلية الخاصة بين البالغين المتراضين. وظلت هذه الحالة قائمة رغم الإعلان الفاشستي الصادر في 19 تشرين الأول/أكتوبر 1930 في قانون روكو. أراد هذا تجنب مناقشة القضية تمامًا، لتجنب حدوث فضيحة عامة. كان القمع من مهام الكنيسة الكاثوليكية، وليس الدولة الإيطالية. على أية حال، ادعى النظام أن معظم الإيطاليين لم يكونوا مهتمين بمسألة تمارس فقط من قبل أجانب أقل «صحيا» وأقل «انفعالية». إلا أن هذا لم يمنع السلطات الفاشية من استهداف المثليين الذكور بالعقوبة الإدارية، مثل التحذير والحبس العام؛ وتم اضطهاد المثليين جنسيا في السنوات الأخيرة من نظام بينيتو موسوليني وتحت نظام الجمهورية الإيطالية الاشتراكية من 1943-1945.
ظلت الترتيبات الخاصة بقانون روكو قائمة خلال العقود اللاحقة. أي مبدأ أن النشاط الجنسي المثلي هو قضية الأخلاق والدين، وليس العقوبات الجنائية من قبل الدولة. ومع ذلك، خلال فترة ما بعد الحرب، كانت هناك ثلاث محاولات على الأقل لإعادة تجريمه. وقد جعلت هذه المواقف من الصعب إجراء مناقشة حول التدابير، على سبيل المثال الاعتراف بالعلاقات المثلية، إلى المجال البرلماني.

## قانونية النشاط الجنسي المثلي
أصبح النشاط الجنسي المثلي قانونيا منذ عام 1890. وتمت المساواة في السن القانونية يين النشاط الجنسي المثلي والنشاط الجنسي المغاير على 14 سنة، بغض النظر عن الجنس والتوجه الجنسي.

## الاعتراف القانوني بالعلاقات المثلية
في الوقت الحالي، لا يستطيع الشركاء المثليون الزواج في إيطاليا. تم تقنين الاتحاد المدني، والذي يوفر العديد من الحقوق والمزايا والتزامات الزواج، في عام 2016. وتشمل هذه الفوائد، وغيرها، وتقاسم الممتلكات، الضمان الاجتماعي والميراث.
منذ الانتخابات الإقليمية لعام 2005، اتخذت العديد من المناطق الإيطالية التي تحكمها تحالفات ليسار الوسط قرارات لدعم ميثاق التضامن المدني على غرار النمط الفرنسي (الاتحادات المدنية)، بما في ذلك توسكانا، أومبريا، إميليا-رومانيا، كامبانيا، ماركي، فينيتو، بوليا، لاتسيو، ليغوريا، أبروتسو وصقلية. أعلنت لومباردي، بقيادة «مجلس الحريات» في يمين الوسط، معارضتها رسميا لأي اعتراف قانوني بالعلاقات المثلية. على الرغم من ذلك، فإن كل هذه الأعمال ليست سوى رمزية لأن المناطق لا تملك سلطة تشريعية في هذا الشأن.
على الرغم من أن العديد من مشاريع القوانين بشأن الاتحادات المدنية أو الاعتراف بحقوق الشركاء غير المسجلين قد تم إدخالها إلى البرلمان في العشرين سنة السابقة لعام 2016، لم تتم الموافقة على أي منها بسبب المعارضة القوية من أعضاء البرلمان المحافظين الاجتماعيين. في 8 فبراير/شباط 2007، قدمت الحكومة برئاسة رومانو برودي مشروع قانون، كان من شأنه أن يمنح حقوقًا في مجالات قانون العمل والميراث والضرائب والرعاية الصحية إلى الشركاء المثليين والشركاء المغايرين غير المسجلين. لم يكن هذا المشروع من أولويات البرلمان، وتم إسقاطه في نهاية المطاف عندما تم انتخاب برلمان جديد بعد أن خسرت حكومة برودي اقتراعا بالثقة.
في عام 2010، أصدرت المحكمة الدستورية (بالإيطالية: Corte Costituzionale)‏ حكمًا تاريخيًا حيث يُعرف الشركاء المثليين بأنهم «تكوين اجتماعي مشروع، يشبه ويستحق معاملة مماثلة مثل الزواج». ومنذ ذلك الحكم، حكمت محكمة النقض (آخر محكمة مراجعة لبعض القضايا مثل القضايا التجارية أو قضايا الهجرة) قرارًا من قبل قاضي الصلح الذي رفض تصريح إقامة لمواطن جزائري، متزوج مثليا في إسبانيا لاسباني. بعد ذلك، صرح هذا الجهاز القضائي نفسه أن على مكتب الشرطة (حيث يتم إصدار تصاريح الإقامة) تقديم تصريح إقامة لأجنبي متزوج مثليا من مواطن إيطالي، واستشهدت بالحكم.
في 21 يوليو 2015، قضت المحكمة الأوروبية لحقوق الإنسان بأنه في عدم الاعتراف بأي شكل من أشكال الاتحاد المدني أو زواج المثليين في إيطاليا، فإن البلاد بذلك تنتهك حقوق الإنسان.
في 2 فبراير 2016، بدأ أعضاء مجلس الشيوخ الإيطالي مناقشة مشروع قانون التحادات المدنية المثلية. في 25 فبراير 2016، وافق مجلس الشيوخ على مشروع القانون في تصويت 173 صوتا لصالحه مقابل 71 صوتا ضده (173-71). ثم أرسل مشروع القانون إلى مجلس النواب في 11 مايو 2016، حيث تمت الموافقة عليه في تصويت 372 صوتًا لصالحه مقابل 51 صوتًا ضدا مقابل امتناع 99 عن التصويت (372-51-99). من أجل ضمان سرعة تمرير مشروع القانون، أعلن رئيس الوزراء ماتيو رينزي في وقت سابق أنه تصويت على الثقة قائلا إنه «غير مقبول أن يكون هناك المزيد من التأخير بعد سنوات من المحاولات الفاشلة». يوفر قانون الاتحادات المدنية للشركاء المثليين جميع حقوق الزواج (في حين لا يسمح بزواج المثليين)، مع ذلك، تم اسقاط الأحكام التي تسمح بتبنّي أحد الشريكين للطفل البيولوجي للشريك الآخر أو التبني المشترك من تعديلات سابقة لمشروع القانون. وقع الرئيس الإيطالي سيرجيو ماتاريلا على قانون الاتحاد المدني ليصبح قانونًا في 20 مايو 2016. ودخل حيز التنفيذ في 5 يونيو 2016.
في عام 2017، سمحت المحكمة العليا الإيطالية بالاعتراف الرسمي بزواج مثلي بين امرأتين، والذي تم عقده في فرنسا المجاورة. ومع ذلك، في مايو 2018، قضت محكمة النقض الإيطالية بأنه لا يمكن الاعتراف بزواج المثليين الذي يتم عقده في الخارج في إيطاليا. بدلاً من ذلك، يجب تسجيلهم كاتحادات مدنية، بغض النظر عما إذا كان الزوجان تزوجا قبل أو بعد أن قنًنت إيطاليا الاتحادات المدنية في عام 2016.

## التبني وتنظيم الأسرة
يتم تنظيم التبني والحضانة بواسطة «قانون 184/1983». يسمح بالتبني من حيث المبدأ فقط للأزواج المتزوجين الذين يجب أن يكونوا فقط من المغايرين. في الواقع، وفقا للقانون الإيطالي، لا توجد أي قيود على الحضانة. في عدد محدود من الحالات، ينص القانون على «تبني حالات خاصة» من قبل شخص واحد، ومع ذلك، فسرتها بعض المحاكم، بما في ذلك على مستوى محكمة الاستئناف، لتشمل إمكانية تبني أحد الشريكين للطفل البيولوجي للشريك الآخر (سواء للشركاء المغايرين أو الشركاء المثليين).
في 11 يناير/كانون الثاني 2013، أيدت محكمة النقض قراراً من محكمة سفلى يمنح الوصاية الوحيدة لطفل لأمه مثلية الجنس. اشتكى والد الطفل من العلاقة المثلية التي تعيش فيها الأم. ورفضت المحكمة العليا استئناف الأب لأنه لم يُناقش بشكل صحيح.
حدثت عدة حالات فردية سمح فيها للشركاء بالتبني أو حضانة الأطفال مؤقتا. في 15 نوفمبر 2013، في 15 نوفمبر 2013، أفيد بأن محكمة في بولونيا اختارت زوجا مثليا لحضانة طفل عمره 3 سنوات. في 1 مارس 2016، وافقت محكمة الأسرة في روما على طلب شريكتين مثليتين من النساء لتبني بنات بعضهن في نفس الوقت. منذ عام 2014، أصدرت محكمة روما للأسرة ما لا يقل عن 15 حكمًا تؤيد الطلبات المقدمة من قبل الأشخاص المثليين للسماح لهم بتبني أطفال شركائهم. في 29 أبريل 2016، فازت ماريلينا غراسادونيا، رئيسة «جمعية عائلات قوس قزح» (بالإيطالية: Famiglie Arcobaleno)‏، بالحق في تبني التوأم من الأطفال الذكور البيولوجيين لشريكتها. وقد أكدت محكمة النقض إمكانية تبني أحد الشريكين للطفل البيولوجي للشريك الآخر في قرار نشر في 22 يونيو 2016.
في فبراير 2017، أقرت محكمة الاستئناف في ترينتو كلا من الشريكين المثليين كأب لطفلين ولدوا بمساعدة متبرعة بالبويضات وأم بديلة في كندا. تم الطعن في القرار في أواخر عام 2017 من قبل المسؤولين المحليين ووزارة الداخلية. في مايو 2019، قضت محكمة النقض الإيطالية بعدم إمكانية تسمية كلا الوالدين على شهادات الميلاد الإيطالية للأطفال. بدلاً من ذلك، سيتم إدراج الأب البيولوجي فقط بصفته الوالد القانوني، بينما سيتعين على شريكه التقدم بطلب للحصول على إذن خاص ليصبح والدهما بالتبني، على الرغم من أن كلا الرجلين مدرجان في شهادات الميلاد الكندية للأطفال.
في مارس 2017، اعترفت محكمة فلورنسا للقاصرين بتبني أجنبي لأحد الأطفال من قبل شريكين مثليين. في يونيو 2017، أقرت محكمة الاستئناف في ميلانو أيضًا بتبني أجنبي لأحد الأطفال من قبل شريكين مثليين.
في يناير 2018، بعد أن أنجبت أم بديلة ولدين توأمين لزوجين مثليين في كاليفورنيا، رفض مسؤولو ميلانو تسجيل الأولاد كأبوين لكلاهما. في البداية، حكم قاض ضد الزوجين، اللذين استأنفا في وقت لاحق؛ رأت محكمة عليا أنه بما أن الحيوانات المنوية لكل رجل قد استخدمت لتخصيب البويضات من نفس المتبرع وتم زرع واحدة من كل منهما في الأم البديلة، فسيكون الرجلان قادرين على تسجيل ولادة طفلهما ويصبحا والدهما القانونين. لا يمكن التعرف على التوأم كأبناء للزوجين، ولم يتمكن الآباء من تبني الابن غير البيولوجي لبعضهما البعض. ولكن حتى وإن لم يكونا أخوان من الناحية القانونية، فقد حصل كلا الطفلان على نفس لقب العائلة. على الرغم من هذا التناقض، رحب منظمة المثليين «عائلات قوس قزح» (بالإيطالية: Famiglie Arcobaleno)‏ بقرار المحكمة باعتباره «خطوة إيجابية».
في أبريل/نيسان 2018، سمح مسؤولو المدينة لشريكتين مثليتين في تورين بتسجيل ابنهما، المولود من خلال التلقيح الصناعي، كأمّين للطفل. كما قام اثنان من الشريكات المثليات أيضًا بتسجيل أطفالهن رسميًا. وبعد بضعة أيام، تم السماح أيضا لشريكتين مثليتين في روما بتسجيل ابنتهما.
في 2 يونيو 2018، أي بعد يوم من توليه منصب وزير الأسرة وذوي الاحتياجات الخاصة الجديد، قال لورينزو فونتانا إن العائلات المثلية «لا وجود لها». نفى الإدلاء بتعليقات ضد المثليين، قائلاً إنه ليس «ضد المثليين»، وأضاف «لدي العديد من الأصدقاء المثليين ... على كل كنت أعيش في بروكسل لسنوات عديدة حيث يوجد العديد من المثليين في مناصب قوية ... أنا كاثوليكي، لا أخفي ذلك، ولهذا السبب أعتقد أن الأسرة هي الأسرة الطبيعية، يجب أن يكون للطفل أم وأب.» هذا أدى إلى احتجاجات من قبل نشطاء المثليين الذين استعملوا هاشتاغ #NoiEsistiamo (#نحن_موجودون) على وسائل التواصل الاجتماعي لمشاركة صور عائلاتهم المثلية.

## الحماية من التمييز

خريطة إيطاليا مع علم فخر المثليين

في عام 2002، قدم فرانكو غريلنيي مشروع قانون من شأنه تعديل المادة الثالثة من الدستور الإيطالي لحظر التمييز على أساس التوجه الجنسي، ولكن فشل في ذلك.
منذ يوليو 2003، أصبح التمييز على أساس التوجه الجنسي في العمل غير قانوني في جميع أنحاء البلاد، بما يتوافق مع توجيهات الاتحاد الأوروبي. يحظر «تنفيذ التوجيه 2000/78/ سي إي بشأن المساواة في المعاملة في التوظيف والمهنة» (بالإيطالية: Attuazione della direttiva 2000/78/CE per la parità di trattamento in materia di Occupazione e di condizioni di lavoro)‏ التمييز في التوظيف وعمليات التوظيف. كانت إدانة المحامي كارلو تاورمينا واحدة من أشهر الإدانات بموجب التوجيه، الذي أعلن في يوليو 2013 خلال مقابلة إذاعية أنه لن يوظف أبداً رجلا مثلي الجنس في مكتب محاماه. أدانت محكمة بيرغامو تاورمينا بدفع 10,000 [يورو] وأمرت بنشر الحكم على صحيفة وطنية على نفقته.
في عام 2006، قدم مرة أخرى غريليني اقتراح لتوسيع قوانين مكافحة التمييز، وهذه المرة إضافة الهوية الجندرية وكذلك التوجه الجنسي. وحصل الاقتراح على دعم أقل من سابقه.
في عام 2008، حصل دانيلو جيوفريدا على تعويض قدره 100,000 يورو بعد أن أُمر بإعادة اختبار القيادة له من قبل وزارة البنية التحتية والنقل الإيطالية بسبب توجهه الجنسي. قال القاضي إن وزارة النقل خرقت بشكل واضح قوانين مكافحة التمييز.
في عام 2009، رفض مجلس النواب الإيطالي التصويت على اقتراح ضد جرائم الكراهية التي يسببها رهاب المثلية، من شأنه أن يسمح بزيادة العقوبات على العنف ضد الأفراد النثليين ومزدوجي التوجه الجنسي، تمت الموافقة عليه أوليا بعد أن تقدم به حزب اتحاد المركز ودعمه حزب رابطة الشمال وحزب الشعب من الحرية،] (على الرغم من أن تسعة نواب قد صوتوا ضده، رغم توافقهم في الآراء السياسية مع رئيس المجلس جيانفرانكو فيني). كما صوتت النائبة باولا بينيتي، التي ينتمي إلى الحزب الديمقراطي، ضد المبادئ التوجيهية للحزب.
في 16 مايو 2013، تم تقديم مشروع قانون يحظر التمييز على أساس التوجه الجنسي والهوية الجندرية في مؤتمر صحفي من قبل أربعة نواب من أربعة أحزاب مختلفة.
تمت مساندة مشروع القانون بتوقيعات من قبل 221 نائباً من مجلس النواب، ولكن لم يتعهد أي من أعضاء يمين الوسط بدعمه. بالإضافة إلى هذا القانون قدم بعض النواب مشروعي قانون أخرين. في 7 يوليو، قدمت لجنة العدل مشروع قانون موحد.
تم تعديل مشروع القانون امتثالا لطلب بعض النواب المحافظين الذين يخشون تغريمهم أو سجنهم بسبب معارضتهم للاعتراف بالاتحادات المثلية. في 5 أغسطس، بدأ مجلس النواب النظر في مشروع القانون. في 19 سبتمبر 2013، وافق مجلس النواب على مشروع القانون في تصويت 228 صوتا لصالحه مقابل 58 صوتا ضده وامتناع 108 عن التصويت (228-58-108). في نفس اليوم، تم تمرير تعديل مثير للجدل، والذي سيحمي حرية الكلام للسياسيين ورجال الدين. في 29 أبريل 2014، بدأ مجلس الشيوخ بمناقشة مشروع القانون. في 2019، ما زال مشروع القانون في اللجنة القضائية بمجلس الشيوخ، حيث تم منع مروره بسبب عدة مئات من التعديلات من قبل أعضاء البرلمان المحافظين.

### القوانين الإقليمية
في عام 2004، أصبحت توسكانا أول منطقة إيطالية تحظر التمييز ضد المثليين جنسياً في مجالات التوظيف والتعليم والخدمات العامة والإقامة. تحدت حكومة برلسكوني القانون الجديد في المحكمة، مؤكدة أن الحكومة المركزية فقط هي التي تملك الحق في تمرير هذا القانون. وقد ألغت المحكمة الدستورية الأحكام المتعلقة بالسكن (فيما يتعلق بالبيوت الخاصة والمؤسسات الدينية)، لكنها أيدت معظم التشريعات. ومنذ ذلك الحين، قامت منطقة بيدمونت أيضًا بإصدار تدبير مماثل. وتبعتها كل من صقلية وأومبريا في مارس 2015 وأبريل 2017، على التوالي.

## الهوية الجنسية والتعبير عنها
تعتبر ارتداء ملابس الجنس الآخر أمرا قانوني في إيطاليا، كما تعتبر جراحة إعادة تحديد الجنس قانونية، مع الحصول على موافقة طبية. ومع ذلك، لم يتم ذكر الهوية الجندرية في قانون مكافحة التمييز في إيطاليا، مما يعني أن الأشخاص المتحولين جنسياً قد يتعرضون للتمييز في مجالات مثل العمل، والوصول إلى السلع والخدمات، والسكن، والتعليم، والخدمات الصحية.
في عام 1982، أصبحت إيطاليا الدولة الثالثة في العالم التي تعترف بالحق في تغيير الجنس القانوني للمتحولين جنسيا. قبل إيطاليا، اعترفت السويد فقط (1972) وألمانيا (ألمانيا الغربية آنذاك) (1980) هذا الحق.
وفي عام 2006، ورد أنه تم طرد ضابط شرطة لارتدائه ملابس الجنس الآخر في الأماكن العامة خارج الخدمة.
كانت فلاديمير لوكسيريا أول عضوة متحولة جنسيا في مجلس النواب الإيطالي، وقد تم انتخابها في عام 2006 كنائبة عن حزب «إعادة التأسيس الشيوعي». في حين لم يتم إعادة انتخابها، أصبحت الفائزة في برنامج تلفزيوني واقعي شهير يدعى «جزيرة الشهرة» (بالإيطالية: L'Isola dei Famosi)‏.
في عام 2005، تزوج زوجان قانونا كزوج وزوجة. بعد عدة سنوات، تحول أحد الطرفين إلى امرأة متحولة جنسيا. في عام 2009، تم الاعتراف بها قانونًا على هذا النحو وفقًا للقانون الإيطالي حول تغيير الجنس ("Legge 14 aprile 1982، n. 164"). وفي وقت لاحق، اكتشفت الزوجتان أن زواجهما قد تم حله لأن الزوجتين أصبحتا زوجتين مثليتين، رغم أنهما لم يطلبا من محكمة مدنية الطلاق. ينص «قانون تغيير الجنس» (164/1982) على أنه عندما يتزوج شخص متحول جنسيًا من شخص آخر، يجب على الزوجين الطلاق، ولكن في حالة المرأة المتحولة جنسيا المذكورة أعلاه (أليساندرا) وزوجتها، لم تكن هناك إرادة للطلاق. طلب الزوجان من المحكمة المدنية في مودينا لإلغاء ترتيب فسخ زواجهما. في 27 أكتوبر 2010، حكمت المحكمة لصالح الزوجتين. استأنفت وزارة الداخلية الإيطالية القرار وحكمت محكمة الاستئناف في بولونيا ضد قرار المحكمة السفلى. وفي وقت لاحق، استأنفت الزوجتان القرار أمام محكمة النقض. في 6 يونيو/حزيران 2013، طلبت محكمة النقض من المحكمة الدستورية ما إذا كان قانون تغيير الجنس غير دستوري عندما أمر بإلغاء الزواج عن طريق تطبيق «قانون الطلاق» (Legge 1 dicembre 1970، n. 898) حتى إذا لم يطلب الزوجان القيام بذلك. في عام 2014، حكمت المحكمة الدستورية في النهاية القضية لصالح الزوجتين، مما يسمح لهما بالبقاء متزوجتين.
في 21 مايو 2015، حكمت محكمة النقض أن التعقيم ليس مطلوبًا للحصول على تغيير قانوني في الجنس.

## الخدمة العسكرية
يسمح للمثليين والمثليات ومزدوجي التوجه الجنسي من الخدمة العسكرية. لا تستطيع القوات المسلحة الإيطالية ان تمنع الرجال أو النساء من الحق في خدمة في صفوفها بسبب توجههم الجنسي، لأن هذا سيكون انتهاكا لحقوقهم الدستورية.

## التبرع بالدم
يسمح للرجال المثليين ومزدوجي التوجه الجنسي بالتبرع بالدم منذ عام 2001.

## منظمات حقوق المثليين والحملات العامة

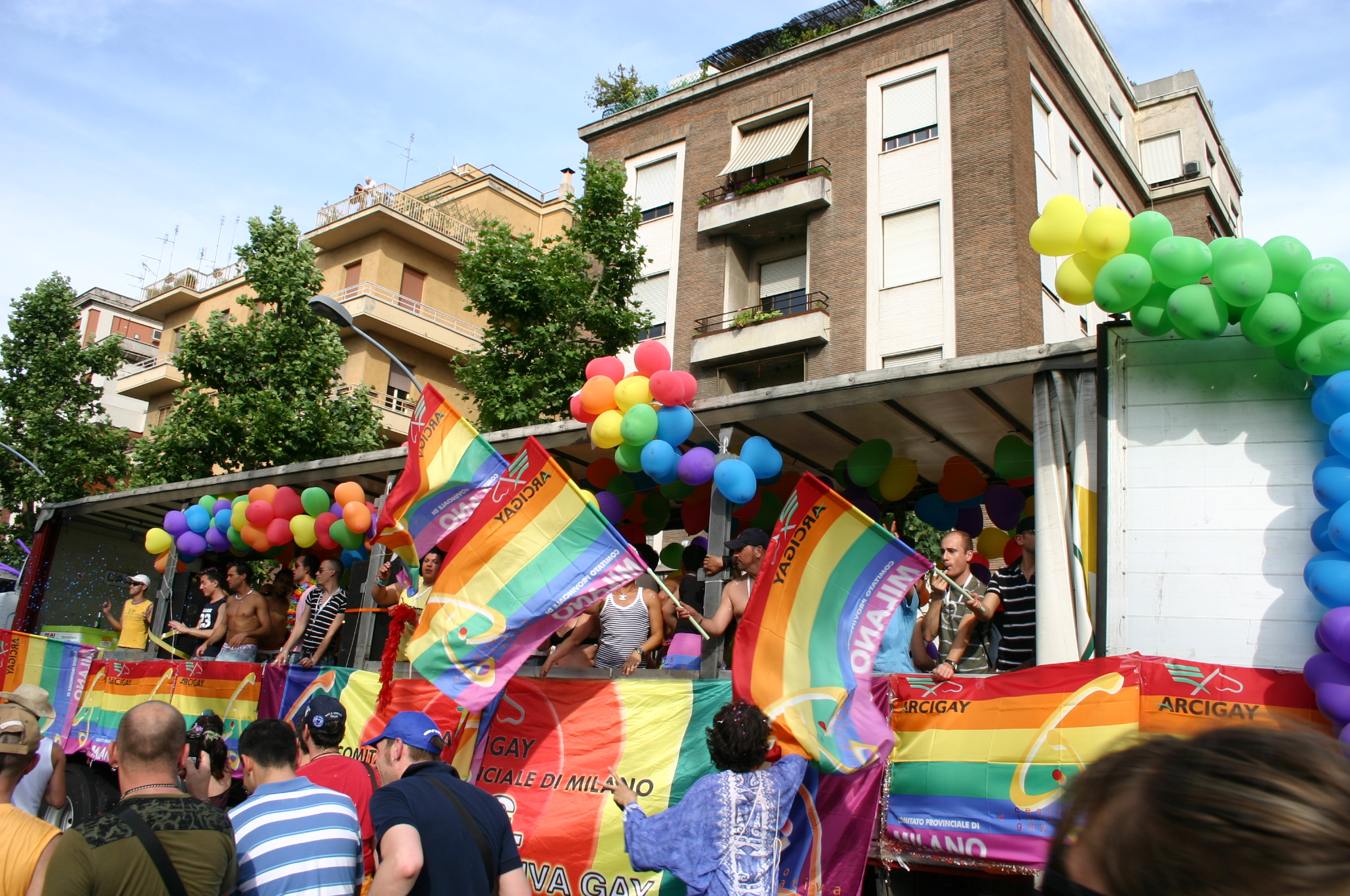
موكب جمعية أرتشيغايفي مسيرة فخر المثليين في روما في عام 2007

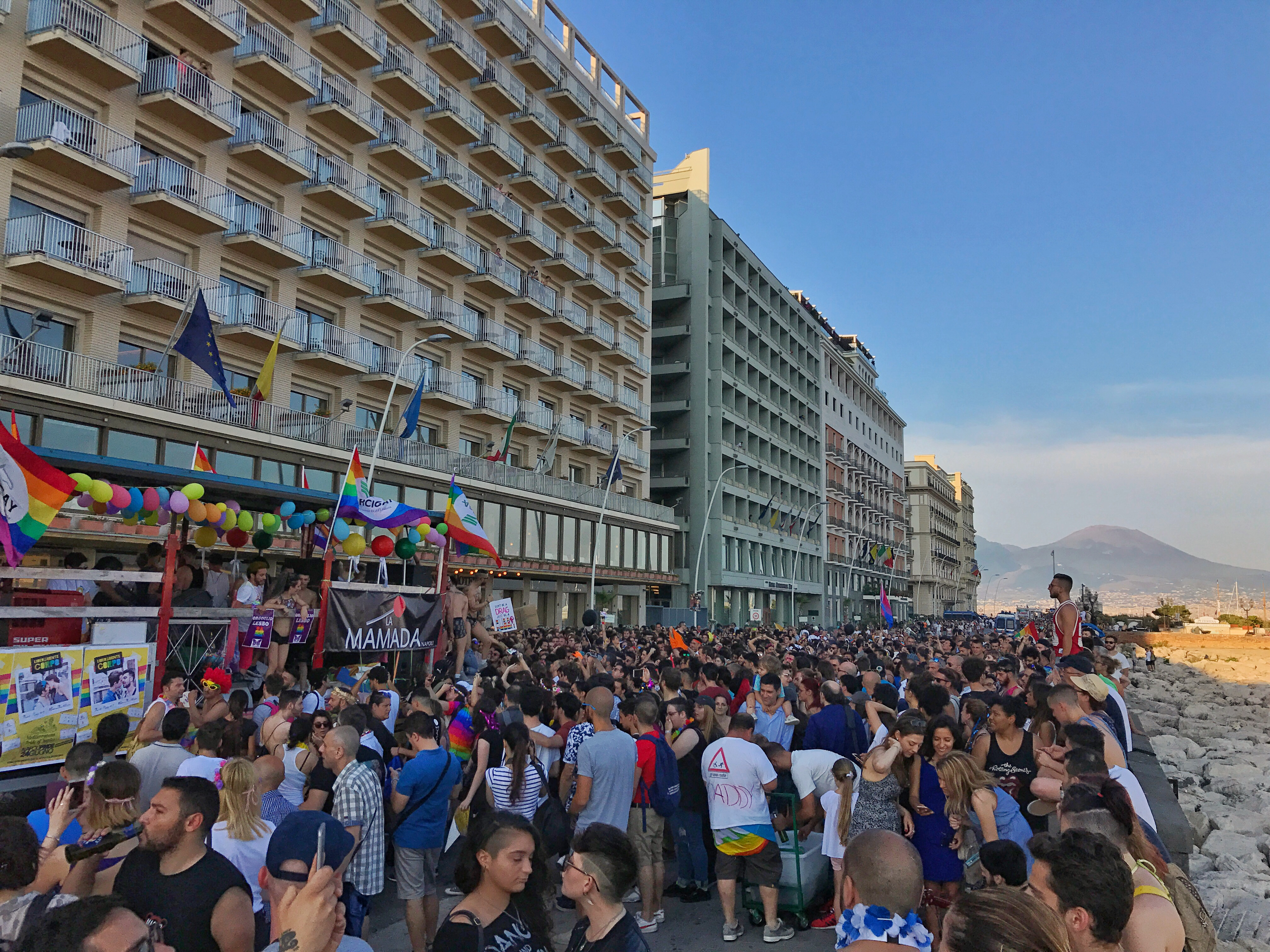
مشاركون في مسيرة فخر المثليين في في عام نابولي في عام 2017

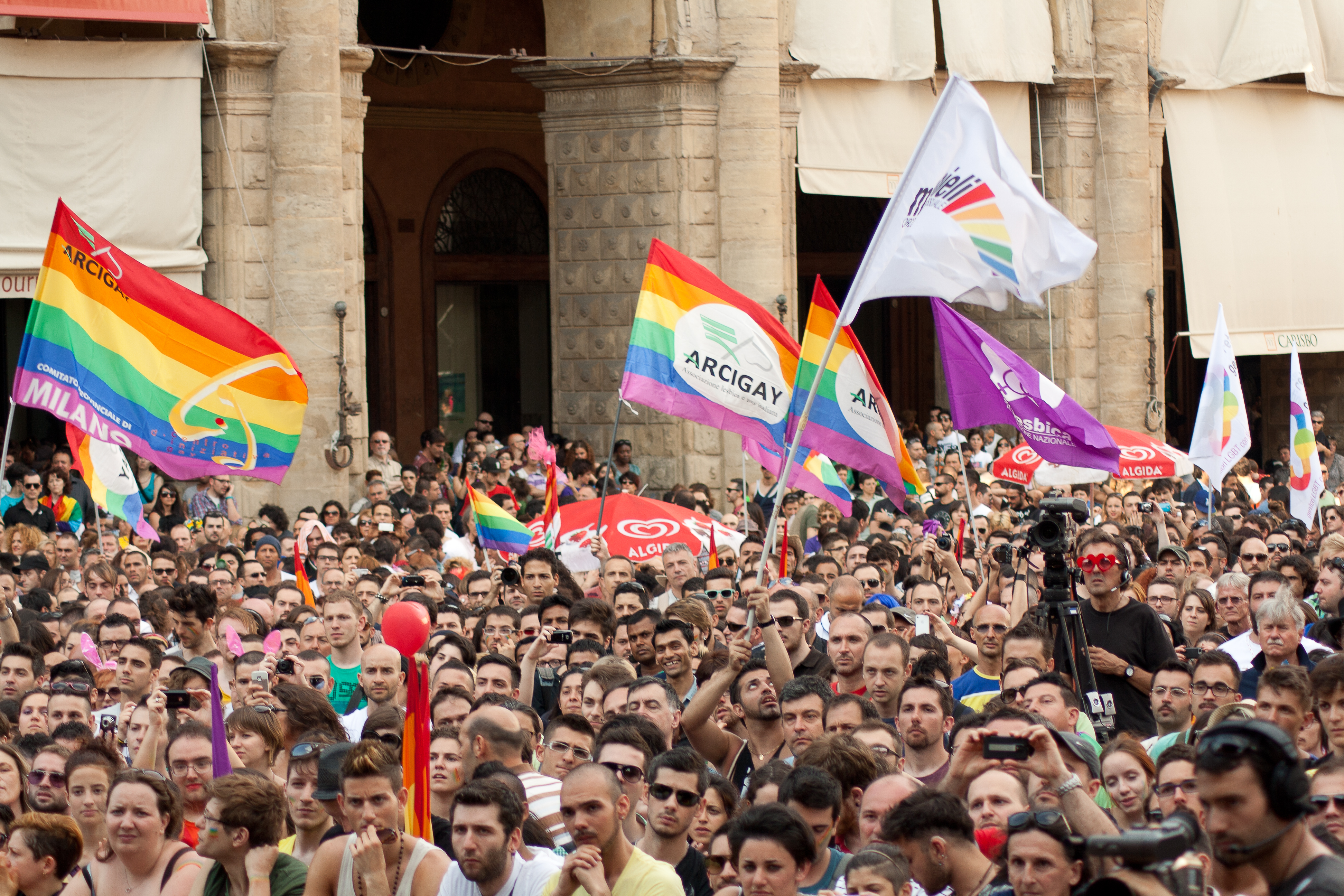
مسيرة فخر المثليين في بولونيا في عام 2012

تُسمى المنظمة الوطنية الرئيسية لحقوق المثليين في إيطاليا باسم أرتشيغاي (بالإيطالية: Arcigay)‏. تأسست في عام 1985، ودعت إلى الاعتراف القانوني بالعلاقات المثلية وحقوق المثليين بشكل عام.
من بين السياسيين المثليين والمثليات ومزدوجي التوجه الجنسي والمتحولون جنسيا علنا:
- فلاديمير لوكسيريا: أول عضوة في البرلمان متحولة بشكل علني في أوروبا، وثاني عضو في البرلمان متحولة جنسيا علنا في العالم بعد النيوزيلندية جورجينا باير؛ نائبة سابقة عن حزب إعادة التأسيس الشيوعي.

- نيكي فيندولا: زعيم حزب حرية البيئة اليساري، والرئيس السابق لإقليمبوليا.

- روزاريو كروتشيتا: الرئيس السابق لإقليم صقلية وشخصية بارزة في الحزب الديمقراطي الإيطالي.

- باولا كونتشيا: عضوة سابقة في مجلس النواب عن الحزب الديمقراطي الإيطالي.

- دانييلي كابيزوني: عضو سابق في مجلس النواب، والمتحدث باسم حزب شعب الحرية سابقا.

- فرانكو غريلني: عضو سابق في مجلس النواب عن حزب ديمقراطيي اليسار.

- ماركو بانيلا: عضو سابق في البرلمان الأوروبي وزعيم الحزب الراديكالي الإيطالي (أفصح عن ازدواجية توجهه الجنسي بعد تقاعده)

- ألفونسو بيكورارو سكانيو: وزير البيئة السابق وأول وزير مزدوج التوجه الجنسي علنا

- جيانماركو نيغري: عمدة تروميلو، مقاطعة بافيا وأول رئيس بلدية متحول جنسياً في إيطاليا.[66][67]

في عام 2007، أثار الجدل إعلان يظهر طفلاً يرتدي لباسًا للمعصم يقول «مثلي الجنس». كان الإعلان جزءًا من حملة حكومية إقليمية لمكافحة رهاب المثلية.
في 8 حزيران/يونيو 2019، عُقدت النسخة الخامسة والعشرون لفخر روما، بمشاركة 700,000 شخص.

## الرأي العام
ووفقًا لبيانات تقرير مؤسسة «إرسبس» الإيطالية لعام 2010 الصادر في 29 يناير، فإنلنسبة الإيطاليين الذين لديهم موقف مؤيدون تجاه المثلية الجنسية ويفضلون الاعتراف القانوني بالعلاقات المثلية في ازدياد.
وفقاً لاستطلاع عام 2010، فإن 82% من الإيطاليين يعتبرون المثليين جنسيا مساوين للمغايرين جنسيا. واعتقد 41% منهم أنه يجب أن يكون للشركاء المثليين الحق في زواج في احتفال مدني، واتفق 20.4% منهم مع الاتحادات المدنية فقط. في المجموع، كان 61.4% لصالح شكل من أشكال الاعتراف القانوني بالعلاقات المثلية. كانت هذه زيادة بنسبة 2.5% عن العام السابق (58.9%) وما يقرب من 10% في 7 سنوات (51.6% في عام 2003). قال الرئيس الوطني لمنظمة أرتشيغاي، أوريليو مانكوسو: «هذا دليل إضافي على أن الإيطاليين يتقدمون على مؤسساتهم الوطنية. برلماننا يسمع المزيد والمزيد من الناس حول هذه القضية وما يسمعه هو الموافقة قريبا على قانون يضمن للأشخاص المثليين والمثليات الفرصة للاعتراف قانونيا بأسرهم، كما هو الحال في 20 دولة أوروبية»
| دعم الإيطاليين لحقوق المثليين       | 2009  | 2010  | 2012  | 2013 | 2014 | 2015 | 2016 | 2017 |
| دعم الإيطاليين لحقوق المثليين       | نعم   | نعم   | نعم   | نعم  | نعم  | نعم  | نعم  | نعم  |
| ----------------------------------- | ----- | ----- | ----- | ---- | ---- | ---- | ---- | ---- |
| الاعتراف القانوني بالعلاقات المثلية | 58.9% | 61.4% | 62.8% | 79%  | –    | –    | 69%  | –    |
| زواج المثليين                       | 40.4% | 41%   | 43.9% | 48%  | 55%  | 53%  | 56%  | 59%  |

أظهر استطلاع للرأي أجراه مركز بيو للأبحاث في مختلف بلدان العالم في عام 2013 أن 74% من الإيطاليين يعتقدون أنه يجب على المجتمع تقبل المثلية الجنسية (المرتبة الثامنة بين جميع الدول التي تم استطلاع رأيها)، بينما اعتقد 18% فقط منهم أنها لا ينبغي أن تكون مقبولة. كان الشباب أكثر قبولًا بشكل عام: كان 86% من الأشخاص بين 18 و 29 عامًا يقبلون الأشخاص المثليين، في حين أن 80% من الأشخاص بين 30 و 49 و 67% من الأشخاص فوق سن الـ 50 يحملون نفس الاعتقاد. في نسخة عام 2007 من هذا الاستطلاع، كان 65٪ من الإيطاليين يقبلون الأشخاص المثليين، وهذا يعني أن هناك زيادة بنسبة 9% من عام 2007 إلى 2013 (وهو أعلى رابع زيادة في قبول الأشخاص المثليين في الدول التي شملها الاستطلاع).
في ديسمبر 2016، أجرى معهد ويليامز دراسة استقصائية بالتعاون مع مؤسسة «إيبسوس»، في 23 دولة (بما في ذلك إيطاليا) حول مواقفهم تجاه الأشخاص المتحولين جنسياً. وأظهرت الدراسة موقفًا ليبراليًا نسبيًا من الإيطاليين تجاه الأشخاص المتحولين جنسياً. ووفقًا للدراسة، فإن 78% من الإيطاليين يؤيدون السماح للمتحولين جنسياً بتغيير جنسهم في وثائقهم القانونية (وهي معدل أعلى 4% من معدل البلدان التي شملها الاستطلاع)، مع تأييد 29% لفكرة السماح لهم بالقيام بذلك دون إجراء أي جراحة أو طبيب/موافقة حكومية (وهي سادس أعلى نسبة من الدول التي شملها الاستطلاع). بالإضافة إلى ذلك، يعتقد 78.5% من الإيطاليين أن الحكومة يجب أن تحمي الأشخاص المتحولين جنسياً من التمييز، في حين اعتقد 57.7% أنه يجب السماح لمغايري الهوية الجنسية باستخدام الحمام المطابق لهوياتهم الجنسية بدلاً من جنسهم، واعتقد 14.9% منهم فقط أن الأشخاص المتحولين جنسياً يعانون من مرض عقلي (وهو أدنى مستوى في البلدان التي شملها الاستطلاع).

## ملخص
| قانونية النشاط الجنسي المثلي                                                             | (منذ عام 1890) |
| المساواة في السن القانوني للنشاط الجنسي                                                  | (منذ عام 1890) |
| قوانين مكافحة التمييز في التوظيف                                                         | (منذ عام 2003) |
| قوانين مكافحة التمييز في توفير السلع والخدمات                                            | / (يتم تطبيقه على المستوى الجهوي فقط في توسكانا، بييمونتي، أومبريا وصقلية)                                                                            |
| قوانين مكافحة التمييز في جميع المجالات الأخرى (تتضمن التمييز غير المباشر، خطاب الكراهية) | / (يتم تطبيقه على المستوى الجهوي فقط في توسكانا، بييمونتي، أومبريا وصقلية)                                                                            |
| قوانين مكافحة أشكال التمييز المعنية بالهوية الجندرية                                     | No |
| زواج المثليين                                                                            | / (تم الاعتراف بأول زواج المثليين تم عقده في فرنسا بين امرأتين فرنسيتين من قبل المحكمة العليا الإيطالية في 2017; زواج المثليين غير قانوني في إيطاليا) |
| الاعتراف القانوني بالعلاقات المثلية                                                      | (منذ عام 2016) |
| السماح للشخص العازب بالتبني بغض النظر عن توجهه الجنسي                                    | (تحت حالات محدودة) |
| تبني أحد الشريكين للطفل البيولوجي للشريك الآخر                                           | / (منذ عام 2016؛ تم قبوله من قبل محكمة النقض الإيطالية، غير منظم قانونيا)                                                                             |
| التبني المشترك للأزواج المثليين                                                          | / (اعترفت بعض المحاكم بحالات تبني للأطفال مشتركة أجنبية من قبل الشركاء المثليين؛ التبني المشترك غير قانوني في إيطاليا)                                |
| يسمح للمثليين والمثليات الخدمة علناً في القوات المسلحة                                    | Yes |
| الحق بتغيير الجنس القانوني                                                               | (منذ عام 1982; التعقيم وجراحة إعادة تحديد الجنس غير إلزامية منذ عام 2015))                                                                            |
| علاج التحويل محظور على القاصرين                                                          | No |
| الحصول على أطفال أنابيب للمثليات                                                         | / (تم تسجيل بعض الأطفال الذين ولدوا عبر التلقيح الاصطناعي للشريكات المثليات قانونيا)                                                                  |
| تأجير الأرحام التجاري للأزواج المثليين من الذكور                                         | / (اعترفت بعض المحاكم بأطفال مولودين غي الخارج عن طريق تأجير الأرحام؛ في إيطاليا محظور على جميع الأزواج بغض النظر عن التوجه الجنسي))                  |
| السماح للرجال الذين مارسوا الجنس الشرجي بالتبرع بالدم                                    | (منذ عام 2001) |